# فخرالدین موسایف
فخرالدین موسی اغلو موسایف (ترکی آذربایجانی: Fəxrəddin Musayev) (زاده ۳۰ ژوئیه ۱۹۵۷ در بایرامعلی، ترکمنستان - درگذشت ۱۱ آوریل ۱۹۹۲، شهرستان فضولی، جمهوری آذربایجان) قهرمان ملی جمهوری آذربایجان و یکی از جنگجویان حاضر در مناقشه قره‌باغ بود. 

## سنین جوانی و تحصیل
فخرالدین موسایف در ۳۰ ژوئیه سال ۱۹۵۷ در شهر بایرامعلی ترکمنستان زاده شد. وی از سال ۱۹۶۴ تا ۱۹۷۴ به دبیرستان رفت و پس از آن به خدمت سربازی اعزام شد. در ابتدا، وی به چکسلواکی اعزام شد، و سپس خدمات نظامی خود را در استان اورنبورگ روسیه به پایان رساند. او در سال ۱۹۷۹ در مدرسه هواپیمایی کشوری پذیرفته شد و در آنجا با درجه عالی فارغ‌التحصیل شد.

## زندگی شخصی
موسایف ازدواج کرده بود و یک پسر داشت.

## جنگ قره‌باغ
وی پس از استقرار ارتش ملی به جمهوری آذربایجان بازگشت و در عملیات نظامی ناگورنو قره‌باغ شرکت کرد. در مارس ۱۹۹۲ وی به عنوان خلبان-اپراتور در بالگرد نظامی Mi-24 شروع به کار کرد. فخرالدین با حملات موشکی شماری از نیروهای ارمنی را کشت و شماری از خودروهای زرهی را نابود کرد. در ۱۱ آوریل ۱۹۹۲، ستوان فخرالدین هنگام انجام حمله موشکی به شهرستان فضولی به طرز فجیعی کشته شد.

## افتخارات
با حکم ریاست جمهوری شماره ۸۳۳ به‌تاریخ ۷ ژوئن ۱۹۹۲، فخرالدین موسایف پس از مرگ عنوان قهرمان ملی جمهوری آذربایجان را دریافت کرد.  وی را در بلوار شهدای باکو به خاک سپردند.
وی در گورستان شهدای باکو در شهر باکو به خاک سپرده شد. یکی از خیابانهای مرکزی قوسار در جمهوری آذربایجان به نام وی نام‌گذاری شد.